# Parroquia Montaña Verde
Montaña Verde es una parroquia del Estado Lara, Venezuela.
Debe su nombre a las fértiles tierras que se encuentran ubicadas en la carretera Panamericana, frente a los Valles de Sicarigua, llamadas Montañas Verdes.
Capital: Palmarito, pueblo de extensa riqueza agrícola y pecuaria y con un inmenso potencial económico.
Superficie: 799 km².
Fundación: en la década de 1950 existían propiedades cuyos dueños eran caroreños y con la construcción de la carretera Lara-Zulia tomó auge y progreso para luego convertirse en parroquia 
Situación: se encuentra al suroeste de Carora, limitando con el estado Zulia, a 530 metros sobre el nivel del mar.
Temperatura: 24 °C 
Latitud: 10° 06'
Longitud: 70° 41'
Nivel Pluviométrico: 999,5 mm³ 
Paisaje Predominante: montañoso. 
Clima: subhúmedo. 
Base económica: se caracteriza por su ganadería y una fortaleciente actividad agrícola.
Población: 8.580 habitantes (5,8 %)
- Datos: Q3322466